# Asociación Internacional de Exorcistas
La Asociación Internacional de Exorcistas (Associazione internazionale degli esorcisti, en italiano) es una organización católica que fue fundada por seis sacerdotes, incluido el famoso exorcista de Roma, el padre Gabriele Amorth, y además por el padre Jeremy Davies en 1993.

## Historia
Aunque el número de miembros es limitada y exclusiva, para el año 2000 había más de doscientos miembros. Un sacerdote debe tener el permiso de su obispo para unirse y se reúnen dos veces al año en Roma. La asociación envía un boletín trimestral donde los miembros pueden hablar de los casos especialmente difíciles o interesantes.
Dentro de la Iglesia católica un sacerdote sólo puede hacer un exorcismo con el consentimiento expreso de su obispo, y sólo después de un examen del paciente realizado por médicos y psicólogos, con el fin de determinar que la enfermedad no tiene un origen natural. Un médico también es requerido por la ley canónica a estar presente durante todo el ritual del exorcismo.
El Padre Amorth comenzó la organización con la esperanza de aumentar el número de exorcistas oficiales en todo el mundo y para alertar a más diócesis del problema, que él cree ha sido ignorado o suprimido por algunos sacerdotes y obispos. El Padre Amorth fue presidente honorario hasta su muerte en septiembre de 2016 a los 91 años de edad. El actual presidente en funciones es el Monseñor Karel Orlita.